# Jasper van 't Hof
Pour les articles homonymes, voir Jasper et van 't Hof.
Jasper van't Hof est un pianiste, organiste et claviériste néerlandais de jazz.

## Biographie

### Jeunesse
Avec un père trompettiste de jazz et une mère chanteuse et pianiste, Jasper Van't Hof est très jeune sensibilisé à la musique et étudie le piano à partir de ses cinq ans. Sa formation au piano classique dure six ans et le pianiste Wolfgang Dauner lui donne également quelques recommandations. Au cours de sa scolarité il joue dans les orchestres de jazz de son école et durant son adolescence commence à composer des morceaux. Ses parents souhaitent le voir approfondir ses connaissances au conservatoire alors que lui préfère se former en effectuant des concerts. À 19 ans il participe à des festivals de jazz avec le batteur Pierre Courbois.

### Carrière
Jasper van't Hof débute véritablement en 1969 avec le groupe Association P.C., formé avec Courbois et le guitariste allemand Toto Blanke et associant des musiques jazz et rock principalement sous forme électronique. À partir de 1973, il participe au projet Piano Conclave dirigé par George Gruntz et aux côtés de pianistes réputés comme Joachim Kühn, Wolfgang Dauner et Keith Jarrett.
En 1974, Van't Hof fonde le groupe Pork Pie avec Philip Catherine à la guitare, Charlie Mariano au saxophone, Aldo Romano à la batterie et Jean-François Jenny-Clark à la contrebasse. Ils font paraître deux albums, le deuxième Transistory sort en 1974. Après la séparation du groupe Pork Pie, Van't Hof fait paraître en 1976 The Self Kicker, son premier album en solo.
À la fin des années 1970 et au début des années 1980, le pianiste effectue de nombreuses collaborations, en particulier avec le trompettiste Manfred Schoof, le pianiste Wolfgang Dauner, les batteurs Stu Martin et Alphonse Mouzon ou le saxophoniste Bob Malach.
En février 1982, Van't Hof et le saxophoniste Archie Shepp participent au concert SWF Jazz Concert en Allemagne ; l'enregistrement du duo produit l'album Mama Rose. À cette période il dirige aussi le groupe de jazz fusion Eyeball puis en 1984 il crée le groupe aux sonorités africaines, Pili Pili, auquel participe notamment la chanteuse Angélique Kidjo. L'album et son titre éponyme rencontrent un large succès avec près de 160 000 copies vendues, avec de nombreux concerts donnés principalement en Allemagne.

## Discographie sélective
- 1971 – Sun Rotation - Association P.C.
- 1976 – The Door Is Open - Pork Pie
- 1984 – Pili Pili
- 1992 – Stolen Moments - Pili Pili
- 2001 – Brutto Tempo - Jasper van't Hof, Charlie Mariano, Steve Swallow
- 2003 – Axioma, Piano Solo
- 2005 – Neverneverland - Hotlips
- 2015 - "On The Move" - with Harry Sokal (ts), Stefan Lievestro (b), Fredy Studer (dm) - CD.Intuition INTCHR 71314